# 潘塤
潘塤（1476年—1562年），字伯和，號熙台，直隸淮安府山陽縣（今江蘇省淮安縣）人，明朝政治人物，正德戊辰進士，嘉靖朝官至河南巡撫，因抗災不力革職。

## 生平
正德二年（1507年）由府學生中式丁卯科應天府鄉試第三十八名舉人，正德三年（1508年）聯捷戊辰科會試第二百八十五名，第三甲第一百四十三名進士。四年六月授工科給事中。九年五月升吏科右，十年五月升工科左，十一年八月累遷至兵科都給事中。右都督毛倫以附劉瑾而論死，削世廕，毛倫曾經有德於錢寧，後來其子求復襲。潘塤等力爭反對，錢寧從中為主，此奏方止。十月，忽然武宗命其與吏科給事中呂經各進一階，向外調用。給事中邵錫、御史王金等交章請留，沒有批准，改任開州同知。正德十五年（1520年），任南京太僕寺寺丞。
正德十六年（1521年），世宗即位，潘塤改任兵科都給事中，同年改陝西布政使司右參政。嘉靖四年，任山東右布政使。嘉靖六年（1527年），改浙江左布政使。嘉靖七年（1528年），以都察院右副都御史、巡撫河南，期間平定潞州巨盜陳卿盜亂。河南饑荒，潘塤沒有及時賑災，而河南府知府范鏓未待上報就開倉發粟，百姓為之稱頌。而對潘塤的質疑則紛紛而起，明世宗嚴厲指責巡撫、按察使隱瞞災情，潘塤大恐，歸罪于范鏓，遂被給事中蔡經等彈劾。世宗下詔罷免潘塤，永不錄用。卒年八十七歲。

## 家族
曾祖潘友諒。祖父潘亨，府同知。父潘壽。母毛氏；继母吴氏。慈侍下，兄城、增、坤、弟坦。

## 紀念
淮安城內曾有補衮坊、都憲坊，均當地爲潘塤所立。

## 延伸阅读
[在维基数据编辑]
 在维基文库阅读此作者作品
 《明史卷二百〇三》，出自《明史》